# De dronkaard
De dronkaard is een single van Jan Boezeroen. Het is een van de zeven singles van hem die de hitparades haalden. Het lied "De dronkaard" is een typisch Boezeroenlied. Hij schreef vaak over drank en de gevolgen daarvan (ook in positieve zin) met titels als Het bier is weer best, Ik ben Hein de kastelein en De fles. Dit lied gaat over Drank maakt meer kapot dan je lief is.
De B-kant bestond uit Morgen van Jan zelf.

## Lijsten

### Nederlandse Top 40
| Hitnotering: week 35/1974 t/m 41/1974 | Hitnotering: week 35/1974 t/m 41/1974 | Hitnotering: week 35/1974 t/m 41/1974 | Hitnotering: week 35/1974 t/m 41/1974 | Hitnotering: week 35/1974 t/m 41/1974 | Hitnotering: week 35/1974 t/m 41/1974 | Hitnotering: week 35/1974 t/m 41/1974 | Hitnotering: week 35/1974 t/m 41/1974 | Hitnotering: week 35/1974 t/m 41/1974 |
| Week:                                 | 1                                     | 2                                     | 3                                     | 4                                     | 5                                     | 6                                     | 7                                     |                                       |
| ------------------------------------- | ------------------------------------- | ------------------------------------- | ------------------------------------- | ------------------------------------- | ------------------------------------- | ------------------------------------- | ------------------------------------- | ------------------------------------- |
| Positie:                              | 31                                    | 23                                    | 20                                    | 20                                    | 23                                    | 35                                    | 37                                    | uit                                   |

### NederlandseSingle Top 100
| Hitnotering: 31-08-1974 t/m 04-10-1974 | Hitnotering: 31-08-1974 t/m 04-10-1974 | Hitnotering: 31-08-1974 t/m 04-10-1974 | Hitnotering: 31-08-1974 t/m 04-10-1974 | Hitnotering: 31-08-1974 t/m 04-10-1974 | Hitnotering: 31-08-1974 t/m 04-10-1974 | Hitnotering: 31-08-1974 t/m 04-10-1974 |
| Week:                                  | 1                                      | 2                                      | 3                                      | 4                                      | 5                                      |                                        |
| -------------------------------------- | -------------------------------------- | -------------------------------------- | -------------------------------------- | -------------------------------------- | -------------------------------------- | -------------------------------------- |
| Positie:                               | 30                                     | 29                                     | 20                                     | 20                                     | 24                                     | uit                                    |